# Ernest Radford
Ernest Radford (1857-1919) est un poète et socialiste britannique.

## Biographie
Il est le mari de Dollie Ratford. Il est un proche de William Morris avec qui il anime le mouvement Arts & Crafts et la Socialist League. C'est par le théâtre qu'il rencontre Eleanor Marx et Edward Aveling. Il devient membre de la Fabian Society avec George Bernard Shaw.

## Œuvres
- From Heine (1882)
- Measured Steps (1884)
- The Poems of Walter Savage Landor (1889)
- Chambers Twain (1890)
- Old And New (1895)
- A Collection of Poems (1906)
- Dante Gabriel Rossetti (1908)
- Songs In The Whirlwind (1918)